# Ammoniumperrhenat
Ammoniumperrhenat ist eine anorganische chemische Verbindung aus der Gruppe der Perrhenate.

## Gewinnung und Darstellung
Ammoniumperrhenat kann durch Reaktion von einer Perrheniumsäurelösung mit Ammoniak gewonnen werden.
{\displaystyle \mathrm {NH_{3}+HReO_{4}\longrightarrow NH_{4}ReO_{4}} }

## Eigenschaften
Ammoniumperrhenat ist ein weißer Feststoff, der wenig löslich in Wasser ist. Er zerfällt bei 400 °C in Rhenium(IV)-oxid, Wasser und Stickstoff. Er besitzt eine tetragonale Kristallstruktur vom Scheelit-Typ mit der Raumgruppe I41/a (Raumgruppen-Nr. 88) und den Gitterparametern a = 587,1 pm und c = 1294,2 pm.

## Verwendung
Die bei der Reduktion von Ammoniumperrhenat mit 2-Hydrazinopyridin und Triphenylphosphin entstehenden Rhenium(III)-organohydrazide sind potenzielle Radiopharmaka.